# Saga Ballooners
Los Saga Ballooners (en japonés 佐賀バルーナーズ) es un equipo de baloncesto japonés con sede en la ciudad de Saga, en la prefectura homónima, que compite en la B.League, la máxima competición de su país. Disputa sus partidos en el Saga Prefectural Gymnasium, con capacidad para 2.118 espectadores.

## Historia
En diciembre de 2017, Teppei Takehara, hijo de Minoru Takehara, expresidente de Sagan Dreams, la empresa gestora del club de fútbol Sagan Tosu, fundó la empresa Sagan Sports Club, con el objetivo de sacar un equipo de baloncesto y construir un estadio. En abril de 2018, Sasha Vujačić fue nombrado embajador del equipo, ayudando a lanzar al equpo, mientras que su hermano Aljosa Bjekovic se hizo con el puesto de entrenador. Esa misma temporada se incorporó a la liga regional de Chugoku-Shikoku-Kyushu, asociada a la B.League.
El equipo fue aprobado como miembro provisional de la B3 League, la tercera división de la B.League, en la reunión de la Junta Directiva de la Liga el 12 de septiembre de 2018, y pasó la calificación para participar en partidos oficiales en la reunión de la Junta Directiva el 6 de marzo de 2019. El 11 de abril, el equipo fue aprobado para unirse a la B3 League a partir de la temporada 2019-20.
Se hizo cargo del equipo como entrenador el español Luis Guil, y en su primera temporada lograron el ascenso a la B2 League. Tan solo tres años más tarde se proclamarían campeones de liga, ascendiendo a la máxima categoría, la B1 League.

## Nombre y mascota
El nombre, "Ballooners" hace referencia a los globos aerostáticos del Saga International Balloon Fiesta, una concentración de globos que se celebra anualmente en la prefectura de Saga, y transmite la idea de que el equipo volará alto como un globo y se convertirá en un equipo que puede estar orgulloso de su presencia global.
La mascota se llama "Barutan".

## Palmarés
- B3 League
  - Campeón (1): 2019–20
- B2 League
  - Campeón (1): 2022–23